# 帕蓋吉艾
帕蓋吉艾是立陶宛的城市，由陶拉格縣負責管轄，位於該國西南部的尼曼河北岸，對岸是俄羅斯的蘇維埃茨克，距離首府陶拉格30公里，面積537平方公里，2010年人口2,159。

## 外部連結
- Official website （页面存档备份，存于）